# Гладкий, Иван Иванович
Ива́н Ива́нович Гла́дкий (2 ноября 1930 года, с. Мариновка, Старобельский район, на то время Донецкая область, в настоящее время Луганская область, Украинская ССР — 18 апреля 2001 года, Москва, Российская Федерация) — советский государственный деятель, председатель Государственного комитета СССР по труду и социальным вопросам (1986—1989).

## Биография
В 1963 г. окончил Харьковский политехнический институт им. В. И. Ленина по специальности инженер-технолог. Член КПСС в 1953—1991 гг.
С 1949 г. бригадир агролесомелиораторов в совхозах Ворошиловградской области.
С 1950 г. служил в Советской Армии.
С 1954 г. на Северодонецком химическом комбинате: слесарь, аппаратчик, начальник смены, начальник отделения, заместитель начальника цеха.
С 1964 г. на профсоюзной работе: председатель заводского комитета профсоюза Северодонецкого химического комбината.
С 1966 г. председатель Украинского республиканского комитета профсоюза рабочих нефтяной и химической промышленности.
С 1970 г. секретарь Украинского республиканского совета профсоюзов.
С 1981 г. секретарь ВЦСПС.
С января 1986 г. председатель Государственного комитета СССР по труду и социальным вопросам.
Член КПСС с 1953 г. Член ЦК КПСС (1990—1991). Кандидат в члены ЦК КПСС в 1986—1990 гг.
Депутат Совета Национальностей Верховного Совета СССР 10-11 созывов (1979—1989) от РСФСР.
С июля 1989 г. персональный пенсионер союзного значения.
Похоронен на Троекуровском кладбище.

## Отзывы
Владимир Щербаков, работавший под началом Гладкого в Госкомтруде СССР, отозвался о нём так:

Гладкий — хороший мужик, но абсолютно не приспособленный для работы на занимаемом им месте. Став рано Героем Социалистического Труда, он был направлен на профсоюзную работу, после чего его стали продвигать наверх. Работая у нас, на все совещания и при походах к руководству он надевал Звезду Героя, чтобы на него не очень наезжали.— 

## Награды и звания
- Герой Социалистического Труда (1960).
- Награждён орденом Ленина, двумя орденами Трудового Красного Знамени.